# Reptation
Pour les articles homonymes, voir Reptation (homonymie).

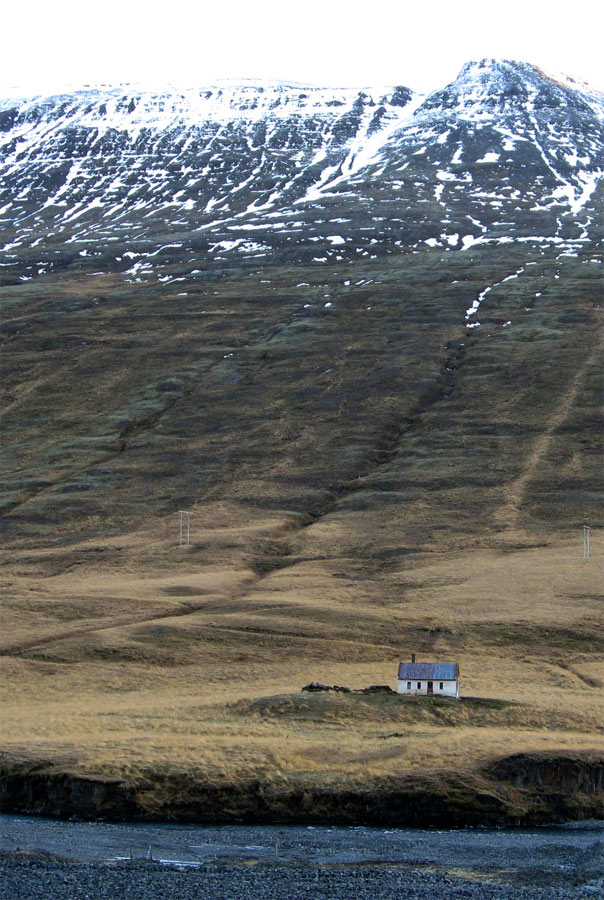
Paysage

La reptation (ou creeping en anglais) est un lent mouvement des particules superficielles du sol vers le bas des versants. 
Plusieurs processus peuvent engendrer une reptation :
- les successions de gel/dégel (solifluxion) :
  - pipkrakes (soulèvement et retombée des cailloux à la surface du sol par la glace),
  - cryoreptation (soulèvement et retombée des agrégats du sol par formation et fonte de lentilles de glace) qui peut aboutir avec la saturation en eau à la gélifluxion) ;
- les variations de volume du sol dues à l'humidité ou la température ;
- l'impact des gouttes d'eau sur le sol (effet splash) et le ruissellement diffus ;
- l'activité biologique (terriers, chablis, piétinement) ;
- l'activité humaine (labours).

En nivologie, la reptation désigne également le mouvement lent de l'ensemble du manteau neigeux ou le glissement lent d'une plaque de neige, ou le déplacement par charriage de neige,.
Ce terme de reptation peut également être utilisé du point de vue de la motilité cellulaire, en effet la reptation est un déplacement cellulaire au sein des milieux intercellulaires (pour les organismes pluricellulaires). Par exemple les macrophages, lymphocytes, fibroblastes, ostéoblastes, etc. se déplacent par "reptation" au sein de ces milieux extracellulaires.